# Edmund Bałuka
Edmund Józef Bałuka (ur. 4 czerwca 1933 w Machnówce, zm. 8 stycznia 2015 w Warszawie) – jeden z najważniejszych działaczy szczecińskiej antykomunistycznej opozycji demokratycznej okresu PRL obok Mariana Jurczyka i Andrzeja Milczanowskiego.

## Życiorys
Edmund Bałuka urodził się w rodzinie robotniczej Stefana i Małgorzaty. Ukończył 9 klas szkoły powszechnej we Wrocance. W 1948 wyjechał do Gdyni, gdzie przez rok uczył się w Portowych Centralnych Warsztatach Maszynowych, potem pracował jako pomocnik motorzysty w Polskiej Marynarce Handlowej, a od 1953 – w Polskich Liniach Oceanicznych jako motorzysta okrętowy. 29 lipca 1953 wziął ślub z Jadwigą Witkowską, z którą miał syna. W latach 1953–1955 odbył zasadniczą służbę wojskową. U schyłku lat 50. próbował uciec na Zachód, przekraczając zieloną granicę w Tatrach. Koło Bratysławy rzucił się do Dunaju, chcąc przepłynąć rzekę wpław. Wyłowili go czechosłowaccy pogranicznicy. W Polsce za próbę ucieczki trafił na 14 miesięcy do więzienia. Pracował m.in. w kamieniołomach.
W 1957 przeniósł się do Szczecina. W latach 1958–1972 pracował w Stoczni Szczecińskiej im. Adolfa Warskiego jako ślusarz, następnie jako dźwigowy.
W 1973 w obawie o swoje życie uciekł z Polski na pokładzie MS „Siekierki”. Ta ucieczka wzmocniła wśród robotników jego legendę przywódcy niezłomnego. Po latach dowiedział się, że pomogło mu w tym SB, a scenariusz wydarzeń napisano w MSW. Władzy chodziło przede wszystkim o pozbycie się groźnego dla niej Bałuki. W kwietniu 1981 powrócił do Polski dzięki fałszywemu francuskiemu paszportowi. W stanie wojennym został internowany, następnie więziony; z zakładu karnego zwolniony w 1984 na mocy amnestii. Wiosną 1985 wyjechał do Francji. Do Polski wrócił w 1989. Mieszkał w Warszawie. 
Edmund Bałuka zmarł 8 stycznia 2015 w Warszawie; urna z prochami została złożona na cmentarzu Centralnym w Szczecinie (kwatera 9J/11/8).

## Działalność opozycyjna i polityczna
W grudniu 1970 uczestnik strajku okupacyjnego w Stoczni Szczecińskiej im. Adolfa Warskiego, członek Ogólnomiejskiego Komitetu Strajkowego, jeden z liderów strajku. W styczniu 1971 organizator i przywódca drugiego strajku w zakładzie. Prowadził rozmowy z I sekretarzem KC PZPR Edwardem Gierkiem i premierem Piotrem Jaroszewiczem, szefem MSW Franciszkiem Szlachcicem i generałem Wojciechem Jaruzelskim, który był wówczas szefem armii i posłem ziemi szczecińskiej. Spotkanie w stoczni trwało dziewięć godzin. Zapis z tego spotkania trafił na Zachód. W 1976 telewizja Granada nakręciła na tej podstawie fabularyzowany dokument „Three Days in Szczecin”.
W 1972 był przewodniczącym Zarządu Okręgowego Związku Zawodowego Metalowców w Szczecinie, na VII Kongresie Centralnej Rady Związków Zawodowych w Warszawie jako jedyny głosował przeciwko statutowi, który potwierdzał podporządkowanie związków zawodowych rządzącej państwem partii komunistycznej. 
W 1979 w Paryżu Bałuka założył Polską Socjalistyczną Partię Pracy i związał się z trockistami. Wydawał radykalne, lewicowe, antystalinowskie pismo „Szerszeń”, które kurierzy przemycali do Polski. Po Sierpniu '80 wrócił do kraju w peruce ze sfałszowanymi francuskimi papierami. Ukrywał się m.in. na terenie stoczni. Nie mógł się odnaleźć wśród nowych liderów i nie odgrywał już żadnej roli w NSZZ „Solidarność”. Po wprowadzeniu stanu wojennego został internowany, a następnie skazany na pięć lat więzienia za przygotowania do obalenia ustroju siłą. Z zakładu karnego został zwolniony w 1984 na mocy amnestii.
Od 1989 był członkiem NSZZ "Solidarność '80".

## Odznaczenia
- Krzyż Oficerski Orderu Odrodzenia Polski – 2006[7]

## Upamiętnienie
Imię Edmunda Bałuki nosi jedna z ulic w Szczecinie (dawna Obrońców Stalingradu).

## Literatura
Michał Paziewski. Edmund Bałuka [w:] Opozycja w PRL. Słownik biograficzny 1956-1989 pod red. Jana Skórzyńskiego Warszawa 2000, s. 21-22
Adam Zadworny. Bałuka jestem ... Wydaw. Książnica Pomorska im. Stanisława Staszica, Szczecin 2021, 172 s.. ISBN 978-83-64070-51-8